# Trichoniscus stammeri
Trichoniscus stammeri is een pissebed uit de familie Trichoniscidae. De wetenschappelijke naam van de soort is voor het eerst geldig gepubliceerd in 1932 door Karl Wilhelm Verhoeff.